# Joseph Buck (Basketballspieler)
Joseph „Joe“ Buck (* 26. April 1981) ist ein ehemaliger US-amerikanisch-deutscher Basketballspieler. Der 2,02 Meter große Innenspieler bestritt 34 Partien für die Giants Düsseldorf in der Basketball-Bundesliga.

## Laufbahn
Bucks Großeltern mütterlicherseits wanderten Mitte der 1950er Jahre von Deutschland in die Vereinigten Staaten aus, seine Mutter Evelyn wurde in Flensburg geboren. Er wuchs in Redondo Beach im US-Bundesstaat Kalifornien auf und besuchte die örtliche High School, wo er Mitglied der Basketball-Mannschaft war. In der Saison 2001/02 sowie 2003/04 spielte Buck an der University of Southern California (erste Division der NCAA).
Zwischen 2004 und 2009 spielte Buck für verschiedene Mannschaften in den unterklassigen US-Ligen ABA, IBL, CBA und PBL. Im Dezember 2009 zog es ihn in das Geburtsland seiner Mutter, Buck wurde vom SC Rasta Vechta aus der 2. Bundesliga ProB verpflichtet. Er machte in Niedersachsen unverzüglich mit guten Leistungen auf sich aufmerksam, erzielte in 17 Partien bis zum Saisonende 2009/10 im Schnitt 17,6 Punkte sowie 8,6 Rebounds und wurde vom Internet-Basketballdienst eurobasket.com zum besten ProB-Neuling des Jahres gekürt.
Zur Saison 2010/11 wechselte Buck zu den Giants Düsseldorf in die Basketball-Bundesliga. Er trug in 34 Bundesliga-Spielen das Trikot der Rheinländer und erreichte Mittelwerte von 3,6 Punkten und 2,8 Rebounds je Begegnung. Zwischen 2011 und 2013 stand er bei den Crailsheim Merlins in der 2. Bundesliga ProA unter Vertrag. Im Anschluss an die Saison 2011/12 wurde er von eurobasket.com als bester deutscher ProA-Spieler des Jahres ausgezeichnet. Zum Abschluss seiner Basketballlaufbahn spielte Buck 2014/15 für den BBC Magdeburg in der 2. Bundesliga ProB.
2015 kehrte er in die USA zurück und wurde in Kalifornien für ein Immobilien-Unternehmen tätig.